# 1900年パリオリンピックのボヘミア選手団
1900年パリオリンピックのボヘミア選手団（1900ねんパリオリンピックのボヘミアせんしゅだん）は、1900年5月14日から10月28日にかけてフランスの首都パリで開催された1900年パリオリンピックのボヘミア選手団、およびその競技結果。

## 概要
今大会は銀メダル1個、銅メダル1個、合計2個のメダルを獲得した。

## メダル
| メダル | 選手名                         | 競技   | 種目           |
| ------ | ------------------------------ | ------ | -------------- |
| 銀     | フランチシェク・ヤンダ・スゥク | 陸上   | 男子円盤投     |
| 銅     | ヘドヴィガ・ローゼンバウモワ   | テニス | 女子シングルス |